# Schloss Ortenburg (Kärnten)

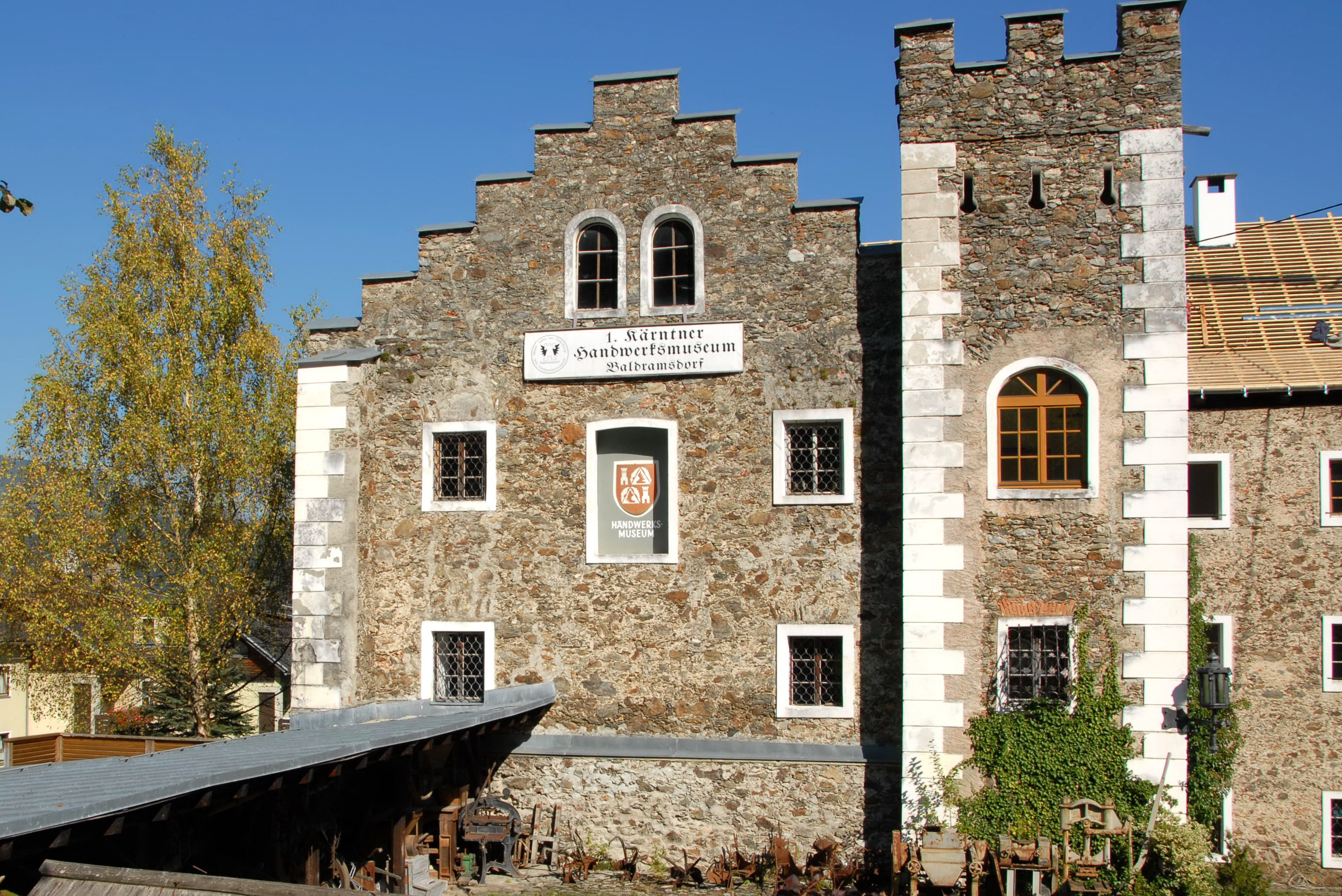
Schloss Ortenburg (2006)

Schloss Ortenburg, auch Schloss Unterhaus oder Paternschloss genannt, steht in der Ortschaft Unterhaus in der Gemeinde Baldramsdorf in Kärnten. Es ist ein Bauwerk des 18. Jahrhunderts und steht unter Denkmalschutz. Das Gebäude beherbergt das „1. Kärntner Handwerksmuseum“.

## Geschichte
Das unterhalb der Ortenburg gelegene Bauwerk ließ Kaiser Friedrich III. durch den Baumeister Hans Schwab errichten. Das Anwesen gehörte zu dieser Zeit zur Herrschaft Ortenburg. Der in Spittal ansässige Fürst Alfons von Porcia ließ das „alte Gemäuer“ um 1710 wiederherstellen und stiftete es den Hieronymitanern als Kloster. Es sollte als Stützpunkt zur Bekämpfung des Geheimprotestantismus dienen. Bereits wenige Jahrzehnte später war das Gebäude baufällig und wurde 1767/1773 unter Einbeziehung von Gebäudeteilen aus dem 16. und 17. Jahrhundert als Schloss neu errichtet. Der Hieronymitenorden wurde unter Kaiser Josef II. noch im 18. Jahrhundert aufgehoben, Schloss Ortenburg diente aber noch bis Anfang des 19. Jahrhunderts als Kloster. 1871 erwarb Gustav Ritter von Gröller das Anwesen, sein Schwiegersohn, Lambert Freiherr von Glanstätten, ließ das Schloss um 1912 restaurieren und mit Zinnen schmücken. Dessen Erben verkauften das Schloss an die Versicherungsgesellschaft Phönix. Seit 1938 gehört das Schloss Ortenburg der Gemeinde Baldramsdorf, die die Räumlichkeiten lange Zeit vermietete, bis sie dort 1977 ein Handwerksmuseum und von 2006 bis 2015 eine China-Sammlung einrichtete.

## Baubeschreibung
Das dreigeschoßige Schloss Ortenburg besteht aus mehreren Trakten, die hufeisenförmig einen Hof umschließen. Der Westflügel ist deutlich kürzer ist als der Ostflügel. Die Westfassade hat einen historisierenden Treppengiebel und wird von einem Turm mit Zinnenkranz flankiert, in dessen oberen Bereich sich Schießscharten befinden. Der mittelalterliche Turm und die übrigen Teile des Gebäudes haben keinen echten Wehrcharakter. Die historisierenden Zinnen am Turm und an den zwei Seitenfassaden wurden erst im Zug der Erneuerung des Daches um 1912 errichtet. Die Räume des Erdgeschoßes haben Kreuzgrat- und Tonnengewölbe mit Stichkappen aus dem 17. Jahrhundert. Im ersten Stock, im ehemaligen Refektorium des Klosters, befindet sich eine Kassettendecke aus braun gebeizter Fichte mit einem IHS-Symbol aus hellem Ahorn in der Mitte.

## Handwerksmuseum
Seit 1977 ist in den ehemaligen Klosterräumen ein Handwerksmuseum untergebracht, das über 40 komplett eingerichtete Werkstätten vergangener Jahrhunderte zeigt. Seit 2015 besteht im ganzen zweiten Obergeschoß mit ca. 2300 Objekten eine der bedeutendsten China-Sammlungen Österreichs. Weitere Räumlichkeiten des Schlosses werden für kulturelle Veranstaltungen genutzt.